# Устен закон
Устният закон (на иврит: תּוֹרָה שֶׁבְּעַל-פֶּה, Тора ше-бе-‘ал-пе) е набор от текстове в юдаизма, които не са включени в Писания закон – Петокнижието – но въпреки това се приемат от ортодоксалния юдаизъм за задължителни и дадени от Бог по същия начин.
Устният закон обхваща широк набор от правила за религиозните ритуали, отношенията с Бог и между хората, за храненето, отбелязването на празниците, брачните отношения, земеделските практики, гражданскоправните спорове. Според традицията на юдаизма той се предава устно от поколение на поколение от времето на Моисей до неговото записване след разрушаването на Втория храм през 70 година, когато еврейската цивилизация е заплашена от унищожение. Основните текстове на Устния закон са Мишна, съставена към 200 – 220 година от Йехуда ха-Наси, и Гемара, включваща коментари и дискусии по Мишна, като двете заедно образуват Талмуда, основният текст на равинистичния юдаизъм.